# Turpial
O troupial ou turpial, também conhecido como corrupião ou corrupião-venezuelano (Icterus icterus) é uma ave Icteridae. O nome é usado também para o oriole americano, que faz parte da mesma família. É o pássaro nacional da Venezuela.
O troupial é uma ave preta e amarela com uma raia branca longa através da asa (que é preta). Habita a floresta onde se alimenta de insetos e outros artrópodes. Os adultos ocupam territórios que defendem ferozmente de invasores. O comportamento territorial e do acasalamento é espectacular, especialmente porque ambos os pássaros chamam alto a toda a hora.
O troupial come todos os tipos de frutas, mas também insetos, ovos e filhotes de outros pássaros. Constrói seu ninho em cactos elevados mas pode também apropriar-se de ninhos de outros pássaros.
Ave passeriforme da família dos icterídeos (Icterus icterus), a mesma do chopim e do melro. Afamada pela beleza e pelo canto possante. Pássaro sul-americano afamado pela beleza, o corrupião também desperta interesse pelo canto possante, de frequentes entonações melancólicas. Seus recursos vocais são tantos que lhe permitem imitar outras aves e trechos de música. O corrupião (Icterus icterus) pertence à família dos icterídeos, a mesma do xexéu, do chopim e do melro, e mede 25cm de comprimento em média. Existem no Brasil duas formas, consideradas em geral variedades distintas. A primeira, conhecida como sofrê ou concriz (I. i. jamacaii), tem a plumagem básica cor de laranja, com áreas pretas na cabeça, garganta, cauda e asas. Em cada asa destaca-se uma discreta faixa branca. Ocorre do Maranhão à Bahia e em Minas Gerais. A segunda forma, a que são dados os nomes de joão-pinto ou rouxinol (I. i. croconotus), tem as costas e o alto da cabeça também cor de laranja. Ocorre da Amazônia ao Mato Grosso do Sul. Frequente em zonas de caatinga e cerrado, o corrupião pratica às vezes o nidoparasitismo, aproveitando ninhos abandonados de espécies como o xexéu, o joão-de-barro e o bem-te-vi. Ocorre em outros países, como Paraguai, Bolívia e sobretudo Venezuela, onde é considerado a ave nacional. Fonte: passaroazul.br.tripod.com